# مونیسا
مونیسا (به اسپانیایی: Muniesa) یک شهرستان در اسپانیا است که در استان تروئل واقع شده‌است. مونیسا ۱۲۹ کیلومترمربع مساحت دارد و طبق آمار سال ۲۰۰۴  و ۷۱۲ نفر جمعیت دارد.